# ミシェル・セルヴェ

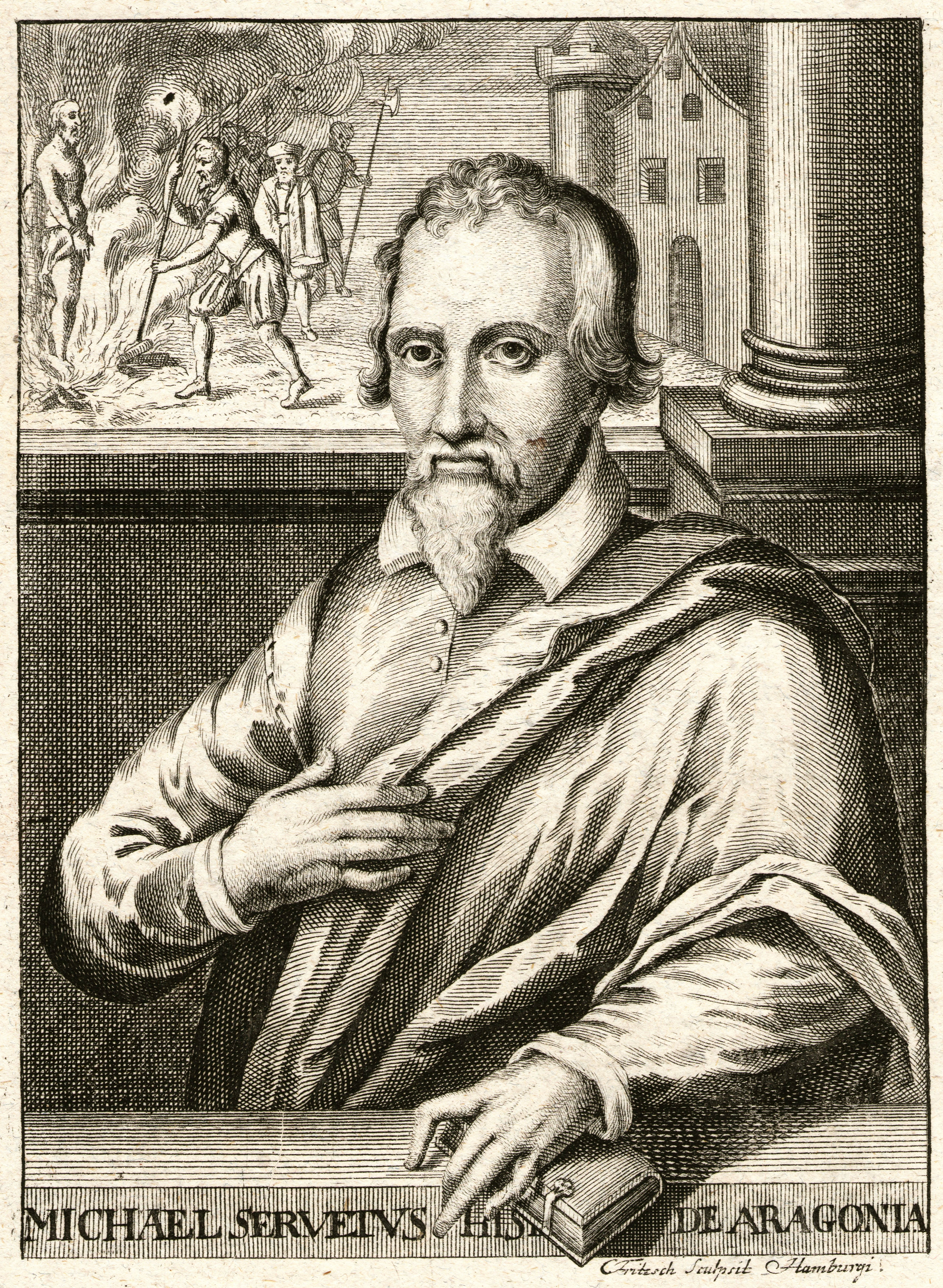
ミシェル・セルヴェ

ミシェル・セルヴェ（フランス語: Michel Servet, Michel de Villeneuve, アラゴン語: Miguel Serveto y Conesa, カタルーニャ語: Miguel Serveto Conesa, Miquel Servet, スペイン語: Miguel Servet, Miguel Serveto (y Reves), Miguel de Villanueva, イタリア語: Michele Serveto, 1511年9月29日 – 1553年10月27日）は、宗教改革期の人文主義者、医師、神学者。セルヴェはフランス語の名で、スペイン語ではミゲル・セルヴェート（Miguel Serveto）、ラテン語ではミカエル・セルウェトス（Michael Servetus）。
三位一体説を否定して独自の神学を展開、カトリックと改革派双方の権力体制を非難し、処刑された。彼の思想は、当時の神学と後世に大きな影響を与えた。ヨーロッパ人で最も早く血液循環について書いたことでも知られる。

## 経歴

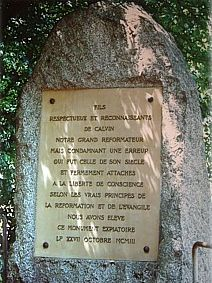
ミシェル・セルヴェの記念碑

アラゴン王国生まれ。トゥルーズに出て法律を学び、パリにて、彼をして「解剖においてアンドレアス・ヴェサリウスの最も有能な助手」と言わしめたジャン・フェルネルらの下で医学を学んだ。イタリア、ドイツなど各地に行き、その中で宗教改革の思想にふれ、カトリックの教義に疑問を持つようになった。古代ギリシアを研究し、プトレマイオスの地理学やギリシア医学に関する著作を刊行した。
1531年に名前を隠して『七つの書物における三位一体説の誤謬』（De Trinitatis erroribus libri septem）という中世ラテン語の小冊子を出版し、神における三人格の三位一体に疑いを投げかけ、否定した。この冊子の作者として発覚したり罰を受けることはなかったようであるが、続いて1553年に『キリスト教の復原』（Restitutio Christianismi）という大著を名前を明かして出版し、カトリックと改革派双方の権力体制を本来のキリスト教の堕落であると批判。この本の中で血液循環説について書いている。
『キリスト教の復原』での宗教的権力体制への非難により、イタリアのミラノで投獄されたが、旧友であった刑務所長の助けで脱獄、欠席裁判で火刑の判決が下った。北のスイスに逃亡し、ジャン・カルヴァンが独裁統治していたジュネーヴに身を寄せたところをすぐに捕らえられ、裁判で火刑の判決を受け、執行され焼死した。
セルヴェの死の約400年後、長老派教会は彼が処刑された場所に記念碑を建立した。

## 思想
セルヴェは三位一体の古典的な概念を否定し、その教義が聖書に基づいていないと指摘した。それがギリシャの哲学者の教えから生じたと指摘し、ニケアの三位一体論の発展に先立つ福音書の単純さと初期の教父たちの教えへの回帰を提唱した。神は普遍的で遍在的であり、不可分で唯一の存在であると考えた。また、父、子、聖霊は神の性質であり、分離した別個の存在ではないと主張した。神は完全であり、慈悲深く善であり、生気に満ちたものであれ生気のないものであれ、あらゆるものに内在し、全ての存在はこの「中心の力」によって活性化され、本性を得ているという。宇宙にある一切は神であり、全ては神の表現であるがゆえに、人間も神聖であるとした。この宇宙に二元性はなく、悪は単に欠如に過ぎず、悪とは光の不在による闇のようなものであり、実質的な意味はないと考えた。

## 影響
『七つの書物における三位一体説の誤謬』はオランダの地下印刷所で大量に印刷されて広く読まれ、当時の神学思想に非常に大きな衝撃と影響を与えた。
17-18世紀の科学者・神学者のエマニュエル・スウェーデンボルグは、神は生命力の源泉であり、遍在し全ての存在に流入するという、セルヴェと中心命題を同じくする神学体系を作った。スウェーデンボルグの神学は、社会自由主義ユニテリアン合同を通し、アメリカ文化に大きな影響を与えた。
マーチン・A・ラーソンは、現代では世界中に広まっているニューソート思想を最初に表したのはセルヴェであると述べている。また、三位一体説を受け入れなかったイギリスの詩人ジョン・ミルトンの神学論文の主な源泉は彼であるという。